# Campeonato Africano das Nações de 2013
O Campeonato Africano das Nações de 2013 (português angolano), Taça das Nações Africanas de 2013 (português europeu) ou Copa Africana de Nações de 2013 (português brasileiro) foi a 29ª Taça das Nações Africanas, o campeonato de futebol de selecções sob a égide da CAF. Foi realizada pela segunda vez na África do Sul, de modo que a outra foi em 1996. O evento seria realizado na Líbia mas devido a instabilidades políticas no país, decidiu-se utilizar um dos anfitriões reservas, no caso a África do Sul. Nigéria, foi vencedor do torneio e disputou a Copa das Confederações FIFA de 2013, que se realizou no Brasil.

## Lista de candidaturas
Cinco países foram colocados na lista de anfitriões possíveis do torneio, incluindo uma candidatura conjunta:
- Angola
- Gabão /  Guiné Equatorial
- Líbia
- Nigéria e  África do Sul (anfitriões de reservas)

Os seguintes países também apresentaram candidaturas
- Benim /  República Centro-Africana
- Botswana

## Sedes oficiais
| Joanesburgo                                              | Joanesburgo            | Durban                 | Durban                | Porto Elizabeth            | Porto Elizabeth            |
| -------------------------------------------------------- | ---------------------- | ---------------------- | --------------------- | -------------------------- | -------------------------- |
| Soccer City                                              | Soccer City            | Estádio Moses Mabhida  | Estádio Moses Mabhida | Estádio Nelson Mandela Bay | Estádio Nelson Mandela Bay |
| Capacity: 94 736                                         | Capacity: 94 736       | Capacity: 56 000       | Capacity: 56 000      | Capacity: 48 459           | Capacity: 48 459           |
|                                                          |                        |                        |                       |                            |                            |
| Joanesburgo Durban Porto Elizabeth Rustemburgo Nelspruit |                        |                        |                       |                            |                            |
| Rustemburgo                                              | Rustemburgo            | Rustemburgo            | Nelspruit             | Nelspruit                  | Nelspruit                  |
| Estádio Royal Bafokeng                                   | Estádio Royal Bafokeng | Estádio Royal Bafokeng | Estádio Mbombela      | Estádio Mbombela           | Estádio Mbombela           |
| Capacity: 44 530                                         | Capacity: 44 530       | Capacity: 44 530       | Capacity: 40 929      | Capacity: 40 929           | Capacity: 40 929           |
|                                                          |                        |                        |                       |                            |                            |

## Direitos de transmissão
No Brasil, a transmissão foi feita exclusivamente pelo SporTV, em um acordo que também incluiu a transmissão da edição seguinte, de 2015.

## Equipe de arbitragem
Foram escolhidos 18 árbitros e 21 árbitros auxiliares para o torneio:
| - ALG Djamel Haimoudi - SEN Badara Diatta - TUN Slim Jedidi - CIV Noumandiez Doue - GAM Bakary Papa Gassama | - CMR Neant Alioum - RSA Daniel Bennett - MAR Bouchaib El Ahrach - ALG Mohamed Benouza - MLI Koman Coulibaly | - EGY Ghead Grisha - MRI Rajindraparsad Seechurn - MAD Hamada Nampiandraza - ZAM Janny Sikazwe | - GAB Eric Otogo-Castane - KEN Sylvester Kirwa - MTN Aly Lemghaifry - SEY Bernard Camille |

## Qualificação

### Equipes qualificadas

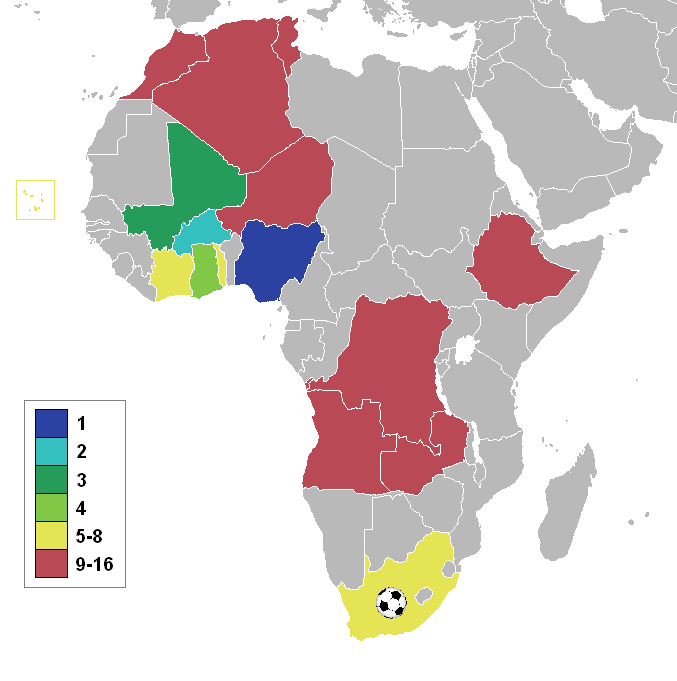
Mapa da África mostrando as nações qualificadas.

| País            | Qualificado como                          | Qualificado em         | Participações anteriores                                                                                              |
| --------------- | ----------------------------------------- | ---------------------- | --- |
| África do Sul   | Anfitrião                                 | 27 de Setembro de 2011 | 8 (1957, 1996, 1998, 2000, 2002, 2004, 2006, 2008)                                                                    |
| Gana            | Vencedor contra Malaui                    | 13 de Outubro de 2012  | 18 (1963, 1965, 1968, 1970, 1978, 1980, 1982, 1984, 1992, 1994, 1996, 1998, 2000, 2002, 2006, 2008, 2010, 2012)       |
| Mali            | Vencedor contra Botsuana                  | 13 de Outubro de 2012  | 7 (1972, 1994, 2002, 2004, 2008, 2010, 2012)                                                                          |
| Zâmbia          | Vencedor contra Uganda                    | 13 de Outubro de 2012  | 15 (1974, 1978, 1982, 1986, 1990, 1992, 1994, 1996, 1998, 2000, 2002, 2006, 2008, 2010, 2012)                         |
| Nigéria         | Vencedor contra Libéria                   | 13 de Outubro de 2012  | 16 (1963, 1976, 1978, 1980, 1982, 1984, 1988, 1990, 1992, 1994, 2000, 2002, 2004, 2006, 2008, 2010)                   |
| Tunísia         | Vencedor contra Serra Leoa                | 13 de Outubro de 2012  | 15 (1962, 1963, 1965, 1978, 1982, 1994, 1996, 1998, 2000, 2002, 2004, 2006, 2008, 2010, 2012)                         |
| Costa do Marfim | Vencedor contra Senegal                   | 13 de Outubro de 2012  | 19 (1965, 1968, 1970, 1974, 1980, 1984, 1986, 1988, 1990, 1992, 1994, 1996, 1998, 2000, 2002, 2006, 2008, 2010, 2012) |
| Marrocos        | Vencedor contra Moçambique                | 13 de Outubro de 2012  | 14 (1972, 1976, 1978, 1980, 1986, 1988, 1992, 1998, 2000, 2002, 2004, 2006, 2008, 2012)                               |
| Etiópia         | Vencedor contra Sudão                     | 14 de Outubro de 2012  | 9 (1957, 1959, 1962, 1963, 1965, 1968, 1970, 1976, 1982)                                                              |
| Cabo Verde      | Vencedor contra Camarões                  | 14 de Outubro de 2012  | 0 (estréia) |
| Angola          | Vencedor contra Zimbabwe                  | 14 de Outubro de 2012  | 6 (1996, 1998, 2006, 2008, 2010, 2012)                                                                                |
| Níger           | Vencedor contra Guiné                     | 14 de Outubro de 2012  | 1 (2012) |
| Togo            | Vencedor contra Gabão                     | 14 de Outubro de 2012  | 6 (1972, 1984, 1998, 2000, 2002, 2006)                                                                                |
| RD Congo        | Vencedor contra Guiné Equatorial          | 14 de Outubro de 2012  | 15 (1965, 1968, 1970, 1972, 1974, 1976, 1988, 1992, 1994, 1996, 1998, 2000, 2002, 2004, 2006)                         |
| Burquina Fasso  | Vencedor contra República Centro-Africana | 14 de Outubro de 2012  | 8 (1978, 1996, 1998, 2000, 2002, 2004, 2010, 2012)                                                                    |
| Argélia         | Vencedor contra Líbia                     | 14 de Outubro de 2012  | 14 (1968, 1980, 1982, 1984, 1986, 1988, 1990, 1992, 1996, 1998, 2000, 2002, 2004, 2010)                               |

Em negrito o campeão daquele ano

### Suspensão da Equipe do Togo
O Togo havia sido banido dos Campeonatos de Nações Africanas de 2012 e 2013 pela CAF, após  taça de 2010 o ônibus da equipe ser alvejado por balas e a equipe consequentemente ter desistido da disputa. O Togo apelou ao Tribunal Arbitral do Esporte, com a mediação de Sepp Blatter  presidente da FIFA e a suspensão foi posteriormente retirada com efeito imediato em 14 de Maio de 2010, após uma reunião do Comitê Executivo da CAF. Assim o Togo está livre para jogar no Campeonato das Nações Africanas de 2012 e 2013.

## Fase de grupos

### Grupo A
| Pos. | Seleção       | Pts | J | V | E | D | GP | GC | SG |
| ---- | ------------- | --- | - | - | - | - | -- | -- | -- |
| 1    | África do Sul | 5   | 3 | 1 | 2 | 0 | 4  | 2  | +2 |
| 2    | Cabo Verde    | 5   | 3 | 1 | 2 | 0 | 3  | 2  | +1 |
| 3    | Marrocos      | 3   | 3 | 0 | 3 | 0 | 3  | 3  | 0  |
| 4    | Angola        | 1   | 3 | 0 | 1 | 2 | 1  | 4  | –3 |

|               | RSA | ANG | MAR | CPV |
| ------------- | --- | --- | --- | --- |
| África do Sul |     | 2–0 | –   | 0–0 |
| Angola        | –   |     | 0–0 | –   |
| Marrocos      | 2–2 | –   |     | 1–1 |
| Cabo-Verde    | –   | 2–1 | –   |     |

### Grupo B
| Pos. | Seleção  | Pts | J | V | E | D | GP | GC | SG |
| ---- | -------- | --- | - | - | - | - | -- | -- | -- |
| 1    | Gana     | 7   | 3 | 2 | 1 | 0 | 6  | 2  | +4 |
| 2    | Mali     | 4   | 3 | 1 | 1 | 1 | 2  | 2  | 0  |
| 3    | RD Congo | 3   | 3 | 0 | 3 | 0 | 3  | 3  | 0  |
| 4    | Níger    | 1   | 3 | 0 | 1 | 2 | 0  | 4  | –4 |

|          | GHA | MLI | NIG | COD |
| -------- | --- | --- | --- | --- |
| Gana     |     | 1–0 | –   | –   |
| Mali     | –   |     | 1–0 | –   |
| Níger    | 0–3 | –   |     | 0–0 |
| RD Congo | 2–2 | 1–1 | –   |     |

### Grupo C
| Pos. | Seleção        | Pts | J | V | E | D | GP | GC | SG |
| ---- | -------------- | --- | - | - | - | - | -- | -- | -- |
| 1    | Burquina Fasso | 5   | 3 | 1 | 2 | 0 | 5  | 1  | +4 |
| 2    | Nigéria        | 5   | 3 | 1 | 2 | 0 | 4  | 2  | +2 |
| 3    | Zâmbia         | 3   | 3 | 0 | 3 | 0 | 2  | 2  | 0  |
| 4    | Etiópia        | 1   | 3 | 0 | 1 | 2 | 1  | 7  | –6 |

|              | ZAM | NGR | BUR | ETH |
| ------------ | --- | --- | --- | --- |
| Zâmbia       |     | 1–1 | –   | 1–1 |
| Nigéria      | –   |     | 1–1 | –   |
| Burkina Faso | 0–0 | –   |     | 4–0 |
| Etiópia      | –   | 0–2 | –   |     |

### Grupo D
| Pos. | Seleção         | Pts | J | V | E | D | GP | GC | SG |
| ---- | --------------- | --- | - | - | - | - | -- | -- | -- |
| 1    | Costa do Marfim | 7   | 3 | 2 | 1 | 0 | 7  | 3  | +4 |
| 2    | Togo            | 4   | 3 | 1 | 1 | 1 | 4  | 3  | +1 |
| 3    | Tunísia         | 4   | 3 | 1 | 1 | 1 | 2  | 4  | –2 |
| 4    | Argélia         | 1   | 3 | 0 | 1 | 2 | 2  | 5  | –3 |

|                 | CIV | TUN | ALG | TOG |
| --------------- | --- | --- | --- | --- |
| Costa do Marfim |     | 3–0 | –   | 2–1 |
| Tunísia         | –   |     | 1–0 | –   |
| Argélia         | 2–2 | –   |     | 0–2 |
| Togo            | –   | 1–1 | –   |     |

## Fase final
|  | Quartas de final                 | Quartas de final           |                               |       | Semifinais     | Semifinais     |  |  | Final                            | Final |
|  |                                  |                            |                               |       |                |                |  |  |                                  |       |
|  | 2 de fevereiro — Durban          |                            |                               |       |                |                |  |  |                                  |       |
|  |                                  |                            |                               |       |                |                |  |  |                                  |       |
|  | África do Sul                    | 1 (1)                      |                               |       |                |                |  |  |                                  |       |
|  | África do Sul                    | 1 (1)                      | 6 de fevereiro — Durban       |       |                |                |  |  |                                  |       |
|  | Mali (pen)                       | 1 (3)                      |                               |       |                |                |  |  |                                  |       |
|  | Mali (pen)                       | 1 (3)                      | Mali                          | 1     |                |                |  |  |                                  |       |
|  | 3 de fevereiro — Rustemburgo     |                            | Mali                          | 1     |                |                |  |  |                                  |       |
|  |                                  | Nigéria                    | 4                             |       |                |                |  |  |                                  |       |
|  | Costa do Marfim                  | Nigéria                    | 4                             | 1     |                |                |  |  |                                  |       |
|  | Costa do Marfim                  |                            | 10 de fevereiro — Joanesburgo | 1     |                |                |  |  |                                  |       |
|  | Nigéria                          | 2                          |                               |       |                |                |  |  |                                  |       |
|  | Nigéria                          | 2                          | Nigéria                       | 1     |                |                |  |  |                                  |       |
|  | 3 de fevereiro — Nelspruit       |                            | Nigéria                       | 1     |                |                |  |  |                                  |       |
|  |                                  | Burquina Fasso             | 0                             |       |                |                |  |  |                                  |       |
|  | Burquina Fasso (pro)             | Burquina Fasso             | 0                             | 1     |                |                |  |  |                                  |       |
|  | Burquina Fasso (pro)             | 6 de fevereiro — Nelspruit |                               | 1     |                |                |  |  |                                  |       |
|  | Togo                             | 0                          |                               |       |                |                |  |  |                                  |       |
|  | Togo                             | 0                          | Burquina Fasso (pen)          | 1 (3) | Terceiro lugar | Terceiro lugar |  |  |                                  |       |
|  | 2 de fevereiro — Porto Elizabeth |                            | Burquina Fasso (pen)          | 1 (3) | Terceiro lugar | Terceiro lugar |  |  |                                  |       |
|  |                                  | Gana                       | 1 (2)                         |       |                |                |  |  |                                  |       |
|  | Gana                             | Gana                       | 1 (2)                         | 2     | Mali           | 3              |  |  |                                  |       |
|  | Gana                             |                            |                               | 2     | Mali           | 3              |  |  |                                  |       |
|  | Cabo Verde                       | 0                          |                               | Gana  | 1              |                |  |  |                                  |       |
|  | Cabo Verde                       | 0                          |                               |       | 1              |                |  |  |                                  |       |
|  |                                  |                            |                               |       |                |                |  |  | 9 de fevereiro — Porto Elizabeth |       |
|  |                                  |                            |                               |       |                |                |  |  |                                  |       |

### Final
| 10 de fevereiro | Nigéria | 1 – 0     | Burquina Fasso | Soccer City, Joanesburgo                     |
| 20:00           | Mba 40' | Relatório |                | Público: 85 000 Árbitro: ALG Djamel Haimoudi |

## Premiação
| Campeonato Africano das Nações de 2013 |
| Nigéria                                |
| -------------------------------------- |
| Nigéria Campeão (3º título)            |

## Artilharia
4 gols
- NGA Emmanuel Emenike
- GHA Wakaso Mubarak

3 gols
- BFA Alain Traoré
- MLI Seydou Keita

2 gols
| - BFA Jonathan Pitroipa - COD Dieumerci Mbokani - CIV Gervinho | - CIV Yaya Touré - GHA Kwadwo Asamoah - MLI Mahamadou Samassa | - NGA Sunday Mba - NGA Victor Moses - RSA Siyabonga Sangweni |

1 gol
| - ALG Sofiane Feghouli - ALG El Arbi Hillel Soudani - BFA Aristide Bancé - BFA Djakaridja Koné - CPV Platini - CPV Fernando Varela - CPV Héldon Ramos - COD Trésor Mputu - CIV Wilfried Bony - CIV Didier Drogba - CIV Cheick Tioté - CIV Didier Ya Konan | - ETH Adane Girma - GHA Emmanuel Agyemang-Badu - GHA Christian Atsu Twasam - GHA John Boye - GHA Asamoah Gyan - MLI Cheick Diarra - MLI Sigamary Diarra - MAR Issam El Adoua - MAR Youssef El-Arabi - MAR Abdelilah Hafidi - NGA Ahmed Musa - NGA Ideye Brown | - NGA Uwa Elderson Echiéjilé - RSA May Mahlangu - RSA Lehlohonolo Majoro - RSA Tokelo Rantie - TOG Emmanuel Adebayor - TOG Jonathan Ayité - TOG Serge Gakpé - TOG Dové Wome - TUN Khaled Mouelhi - TUN Youssef Msakni - ZAM Collins Mbesuma - ZAM Kennedy Mweene |